# Lány 400 méteres gyorsúszás a 2010. évi nyári ifjúsági olimpiai játékokon
A 2010. évi nyári ifjúsági olimpiai játékokon az úszás lány 400 méteres gyorsúszás versenyszámát augusztus 20-án rendezték meg a Singapore Sports Schoolban.

## Előfutamok

### 1. Futam
| H  | P | Név                  | Nemzet   | Idő     | Mj |
| -- | - | -------------------- | -------- | ------- | -- |
| 1. | 3 | Nesrine Khelifati    | Tunézia  | 4:37.37 |    |
| 2. | 4 | Saskia Postma        | Aruba    | 4:41.63 |    |
| 3. | 5 | Karlene van der Jagt | Suriname | 4:45.03 |    |

### 2. Futam
| H  | P | Név                   | Nemzet           | Idő     | Mj |
| -- | - | --------------------- | ---------------- | ------- | -- |
| 1. | 4 | Stefania Pirozzi      | Olaszország      | 4.18.36 | Q  |
| 1. | 5 | Kiera Janzen          | Egyesült Államok | 4.18.36 | Q  |
| 3. | 3 | Annick van Westendorp | Svájc            | 4:20.17 |    |
| 4. | 2 | Simona Marinova       | Macedónia        | 4:25.31 |    |
| 5. | 7 | Andrea Cedron         | Peru             | 4:27.26 |    |
| 6. | 6 | Shahd Mostafa         | Egyiptom         | 4:27.48 |    |
| 7. | 8 | Kaori Miyahara        | Peru             | 4:29.27 |    |
| 8. | 1 | Marija Joksimović     | Szerbia          | 4:32.25 |    |

### 3. Futam
| H  | P | Név              | Nemzet                  | Idő     | Mj  |
| -- | - | ---------------- | ----------------------- | ------- | --- |
| 1. | 4 | Eleanor Faulkner | Nagy-Britannia          | 4:14.75 | Q   |
| 2. | 5 | Jordan Mattern   | Egyesült Államok        | 4:19.51 | Q   |
| 3. | 3 | Olasz Anna       | Magyarország            | 4:19.71 | Q   |
| 4. | 7 | Inga Elin Cryer  | Izland                  | 4:28.68 |     |
| 5. | 1 | Wei Li Lai       | Malajzia                | 4:30.92 |     |
| 6. | 6 | Natasha de Vos   | Dél-afrikai Köztársaság | 4:33.68 |     |
| 7. | 8 | Shannon Austin   | Seychelle-szigetek      | 4:34.81 |     |
| 8. | 2 | Emma McKeon      | Ausztrália              |         | DNS |

### 4. Futam
| H  | P | Név                   | Nemzet        | Idő     | Mj |
| -- | - | --------------------- | ------------- | ------- | -- |
| 1. | 4 | Kapás Boglárka        | Magyarország  | 4:16.02 | Q  |
| 2. | 3 | Claudia Dasca         | Spanyolország | 4:18.02 | Q  |
| 3. | 7 | Julia Hassler         | Liechtenstein | 4:18.59 | Q  |
| 4. | 5 | Chloe Francis         | Új-Zéland     | 4:22.59 |    |
| 5. | 6 | Julia Gerotto         | Brazília      | 4:23.71 |    |
| 6. | 2 | Lauren Earp           | Kanada        | 4:26.47 |    |
| 7. | 8 | Jurate Scerbinskaite  | Litvánia      | 4:33.08 |    |
| 8. | 1 | Chriselle Wyn Jia Koh | Szingapúr     | 4:34.28 |    |

## Döntő
| H     | P | Név              | Nemzet           | Idő     | Mj |
| ----- | - | ---------------- | ---------------- | ------- | -- |
| Arany | 5 | Kapás Boglárka   | Magyarország     | 4:10.37 |    |
| Ezüst | 2 | Kiera Janzen     | Egyesült Államok | 4:14.28 |    |
| Bronz | 4 | Eleanor Faulkner | Nagy-Britannia   | 4:14.31 |    |
| 4.    | 6 | Stefanie Pirozzi | Olaszország      | 4:14.61 |    |
| 5.    | 3 | Claudia Dasca    | Spanyolország    | 4:14.81 |    |
| 6.    | 1 | Jordan Mattern   | Egyesült Államok | 4:14.94 |    |
| 7.    | 7 | Julia Hassler    | Liechtenstein    | 4:17.25 |    |
| 8.    | 8 | Olasz Anna       | Magyarország     | 4:20.24 |    |

## Fordítás
Ez a szócikk részben vagy egészben  a   Swimming at the 2010 Summer Youth Olympics – Girls' 400 metre freestyle című angol Wikipédia-szócikk fordításán alapul.  Az eredeti cikk szerkesztőit annak laptörténete sorolja fel. Ez a jelzés csupán a megfogalmazás eredetét és a szerzői jogokat jelzi, nem szolgál a cikkben szereplő információk forrásmegjelöléseként.